# Franz Riklin
Franz Riklin (1878-1938) fue un psiquiatra suizo.

## Biografía
Al principio de su carrera trabajó en el Hospital Burghölzli en Zúrich bajo Eugen Bleuler (1857-1939), y estudió psicología experimental con Emil Kraepelin (1856-1926) y Gustav Aschaffenburg (1866-1944) en Heidelberg. A partir de 1904 fue médico en la clínica psiquiátrica en Rheinau. En 1910 Riklin se convirtió en el primer secretario de la Asociación Psicoanalítica Internacional (API).
Riklin es recordado por su colaboración con Carl Gustav Jung (1875-1961) en las pruebas de asociación de palabras. En 1905 el tratado Experimentelle Untersuchungen über die Assoziationen Gesunder fue publicado como resultado de sus investigaciones. Otra obra importante de Riklin es Wunscherfüllung und Symbolik im Märchen (Satisfacción de los deseos y el simbolismo de los cuentos de hadas).